# 圣雅克德内乌
圣雅克德内乌（法語：Saint-Jacques-de-Néhou，法語發音：[sɛ̃ ʒak də ne.u]，意为“内乌的圣雅克”）是法国芒什省的一个市镇，属于瑟堡区。

## 地理
圣雅克德内乌（49°25'5"N, 1°36'47"W）面积21.49 平方千米，位于法国诺曼底大区芒什省，该省份为法国西北部沿海省份，西、北、东北三面环大西洋，东起顺时针与卡爾瓦多斯省、奧恩省、马耶讷省和伊勒-维莱讷省接壤。
与圣雅克德内乌接壤的市镇（或旧市镇、城区）包括：贝讷维尔、科唐坦地区布里克贝克、菲耶维尔莱米讷、内乌、圣索沃尔勒维孔特。

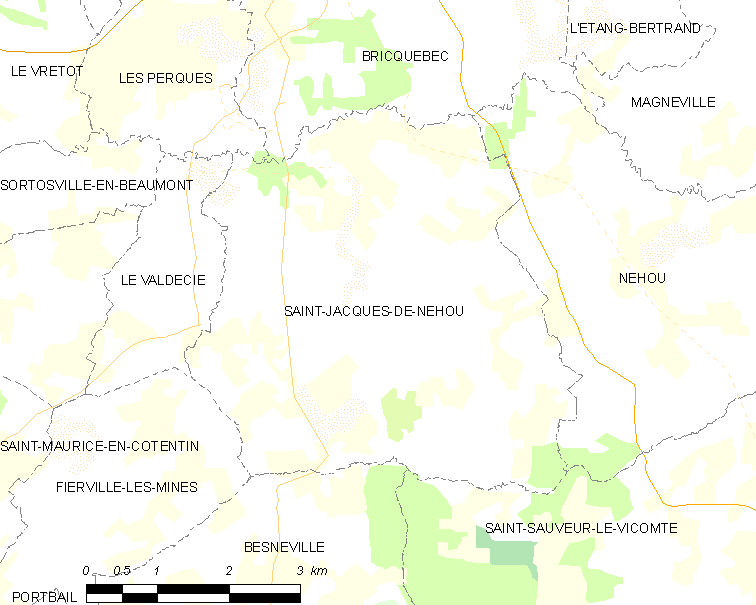
圣雅克德内乌的OSM定位图

圣雅克德内乌的时区为UTC+01:00、UTC+02:00（夏令时）。

## 行政
圣雅克德内乌的邮政编码为50390，INSEE市镇编码为50486。

## 政治
圣雅克德内乌所属的省级选区为科唐坦地区布里克贝克县。

## 人口

1962-2008年间圣雅克德内乌人口变化图示

圣雅克德内乌于2022年1月1日时的人口数量为629人。